# 877
877(팔백칠십칠)은 876보다 크고 878보다 작은 자연수다.

## 수학
- 151번째 소수(素數)다. 앞의 소수는 863, 다음 소수는 881이다.
  - 36번째 슈퍼 소수로, 877의 소수 순번인 151도 소수다. 앞의 슈퍼 소수는 859, 다음은 919다.
  - 베르누이 수의 분자 {\displaystyle B_{868}}을 나눌 수 있는 비정규 소수다.
- 7번째 벨 수다. 앞의 벨 수는 203, 다음은 4140이다.
- 피타고라스 삼조의 빗변의 길이이다. ({\displaystyle 348^{2}+805^{2}=877^{2}})[a]
- {\displaystyle 877=6^{2}+29^{2}}
  - 서로 다른 두 자연수의 제곱합으로 나타낼 수 있다.

## 과학
- NGC 877(영어판): 양자리 방향에 있는 중간나선은하.

## 교통
- 877번 홋카이도도(일본어판)

## 군사
- 877 해군 항공대(영어판): 과거 존재한 영국의 해군 항공대.
- U-877(영어판, 독일어판): 제2차 세계 대전에 사용된 나치 독일의 군용 잠수함.

## 문화유산
- 대한민국의 보물 제877호: 금강반야바라밀경

## 기타
- 연도: 877년, 기원전 877년